# Miss Cosmo 2025
Miss Cosmo 2025 será la 2.ª edición del certamen Miss Cosmo, correspondiente al año 2025; la cual se llevará a cabo en diciembre en Vietnam. Candidatas de más de 50 países y territorios autónomos competirán por el título. Al final del evento, Ketut Permata Juliastrid, Miss Cosmo 2024 de Indonesia, coronará a su sucesora.

## Candidatas
34 candidatas competirán por el título:
(En la tabla se utiliza su nombre completo, los sobrenombres van entrecomillados y los apellidos utilizados como nombre artístico, entre paréntesis; fuera de ella se utilizan sus nombres «artísticos» o simplificados).
| País/Territorio                      | Candidata                            | Edad | Residencia              |
| ------------------------------------ | ------------------------------------ | ---- | ----------------------- |
| Bahamas                              | Beyonce Forbes                       | 22   | Freeport                |
| Bélgica                              | Morgana Billiet                      | 21   | Ostende                 |
| Bolivia                              | Celia Fernanda Antelo Terrazas       | 26   | Santa Cruz de la Sierra |
| Brasil                               | Ana Gabriela Carvalho Borges         | 27   | Curitiba                |
| Camboya                              | Phorn SreyPii                        | 23   | Ta Khmau                |
| China                                | Yuexin Xiong                         | 22   | Hangzhou                |
| Colombia                             | Dayana Cárdenas Mestra               | 27   | Valledupar              |
| Corea del Sur                        | Woo Haesu                            | 25   | Ulsan                   |
| Costa Rica                           | Sharon Raquel Recinos Carvajal       | 28   | Heredia                 |
| Cuba                                 | Amys Nayelli Nápoles Ochoa           | 21   | Las Tunas               |
| Ecuador                              | Heydi Alexandra Mina Arce            | 19   | Santo Domingo           |
| Estonia                              | Karolin Kippasto                     | 29   | Tartu                   |
| Filipinas                            | Chelsea Lovely Cabias Fernandez      | 25   | Tacurong                |
| Grecia                               | Ioanna Sarantopoulou                 | 24   | Atenas                  |
| Hong Kong                            | Xiao Min Lin                         | 24   | Hong Kong               |
| India                                | Vipra Mehta                          | 21   | Udaipur                 |
| Indonesia                            | Salma Ranggita Cahyariyani           | 22   | Palembang               |
| Islandia                             | Kristín Anna Jónasdóttir             | 23   | Reikiavik               |
| Islas Vírgenes de los Estados Unidos | Francely Lopez                       | 29   | Albuquerque             |
| Laos                                 | Christina Lasasimma                  | 32   | Vientián                |
| Macao                                | Lou Ie Tiem                          | 26   | Hengqin                 |
| Myanmar                              | Myint Myat Moe                       | 19   | Mudon                   |
| Nicaragua                            | Marian Saraí Rodríguez Tijerino      | 20   | Potosí                  |
| Nigeria                              | Oluwatofunmi Adekola Gloria          | 22   | Lagos                   |
| Panamá                               | Italy Johan Peñaloza Mora            | 21   | Ciudad de Panamá        |
| Portugal                             | Céline Esteves Rodrigues             | 23   | Arcos de Valdevez       |
| Puerto Rico                          | Ana Paola Figueroa Diez              | 30   | Carolina                |
| Sierra Leona                         | Marcella Momoh                       | 22   | Pujehun                 |
| Sri Lanka                            | Liyanage Michelle Kinara Jayawardena | 18   | Colombo                 |
| Sudáfrica                            | Legoabe Pale Lenah                   | 19   | Pretoria                |
| Tailandia                            | Chotnapa Kaewjarun                   | 25   | Nakhon Sawan            |
| Tanzania                             | Jesca Michael Micca                  | 23   | Tabora                  |
| Vietnam                              | Nguyễn Hoàng Phương Linh             | 26   | Ciudad Ho Chi Minh      |
| Zimbabue                             | Lisa Sibanda                         | 32   | Chitungwiza             |

## Próximos concursos nacionales
| País/Territorio     | Fecha                    |
| ------------------- | ------------------------ |
| Estados Unidos      | Agosto de 2025           |
| Dinamarca           | 14 de septiembre de 2025 |
| Laos                | 2025                     |
| Macedonia del Norte | 2025                     |
| Nepal               | 2025                     |
| Tanzania            | 2025                     |

## Sobre los países en Miss Cosmo 2025

### Naciones debutantes
| - Bahamas - Bielorrusia - Camerún - China - Colombia - Corea del Sur - Costa Rica - Cuba - Dinamarca - Ecuador - Estonia - Islandia | - Islas Vírgenes de los Estados Unidos - Kazajistán - Macao - Macedonia del Norte - Myanmar - Namibia - Panamá - Paraguay - República Checa - Sri Lanka - Suecia |